# Revello
Revello (piemontiul: Revel vagy Arvel) település Olaszországban, Piemont régióban, Cuneo megyében. Lakosainak száma 4179 fő (2023. január 1.). Revello Barge, Cardè, Envie, Gambasca, Martiniana Po, Rifreddo, Brondello, Saluzzo és Pagno községekkel határos.

## Népesség
A település lakossága az elmúlt években az alábbi módon változott:
| Lakosok száma | 4243 | 4252 | 4179 |
|               | 2017 | 2018 | 2023 |